# Xinchengzi, Inre Mongoliet
Xinchengzi (kinesiska: 新城子, 新城子镇) är en köping i Kina. Den ligger i den autonoma regionen Inre Mongoliet, i den norra delen av landet, omkring 610 kilometer nordost om regionhuvudstaden Hohhot. Antalet invånare är 16796. Befolkningen består av 8 138 kvinnor och 8 658 män. Barn under 15 år utgör 13,0 %, vuxna 15-64 år 77 %, och äldre över 65 år 9,0 %.
Genomsnittlig årsnederbörd är 489 millimeter. Den regnigaste månaden är juni, med i genomsnitt 135 mm nederbörd, och den torraste är december, med 2 mm nederbörd.